# Kazunari Okayama
Kazunari Okayama (Sakai Osaka, 24 april 1978) is een Japans voetballer.

## Carrière
Kazunari Okayama speelde tussen 1997 en 2012 voor Yokohama F. Marinos, Omiya Ardija, Cerezo Osaka, Kawasaki Frontale, Avispa Fukuoka, Kashiwa Reysol, Vegalta Sendai, Pohang Steelers en Consadole Sapporo. Hij tekende in 2013 bij Nara Club.